# Lilla Bodö
Lilla Bodö är en ö i Finland. Den ligger i kommunen Esbo i den ekonomiska regionen  Helsingfors och landskapet Nyland, i den södra delen av landet, 12 km sydväst om huvudstaden Helsingfors.
Terrängen på Lilla Bodö är varierad. Öns högsta punkt är 15 meter över havet.